# Stazione di Russi
La stazione di Russi è una stazione ferroviaria a servizio del comune di Russi, ubicata alla confluenza delle linee Castelbolognese-Ravenna e Faenza-Ravenna.

## Struttura ed impianti

### Fabbricati
Il fabbricato viaggiatori è composto da tre corpi: quello centrale si compone su due livelli (di cui solo il piano terra è aperto al pubblico) ed ospita la sala di attesa e gli uffici di movimento, gli altri due corpi sono ad un solo piano e sono interamente chiusi al pubblico.
Il piano terra del fabbricato centrale e i gli altri due corpi sono in muratura e tinteggiati di giallo, mentre il piano superiore è in mattone.
Poco più ad est del fabbricato viaggiatori è presente una piccola struttura, ad un solo piano, in mattoni che ospita il bar della stazione.
Dalla parte opposta della stazione (all'estremo limite ovest) rimane ancora in buone condizioni, il magazzino merci; la struttura è di costruzione post-bellica ed in mattoni. Il resto dello scalo merci è stato smantellato.

### Piazzale binari
Il piazzale si compone di quattro binari di cui tre dedicati al servizio passeggeri:
- 1: è il binario di corsa della linea Faenza – Ravenna;
- 2: è il binario di corsa della linea Castelbolognese – Ravenna;
- 3: viene usato per le precedenze;
- 4: è un binario privo di banchina essendo non destinato al servizio passeggeri; viene sporadicamente usato da RFI per il ricovero dei mezzi addetti alla manutenzione della linea.

Tutti i binari, ad eccezione del quarto, sono collegati fra loro da un sottopassaggio mentre soltanto il binario 1 dispone di una grossa pensilina in cemento; la banchina dei binari 2 e 3 dispone invece di una piccola pensilina in vetro e acciaio a riparo delle scale del sottopassaggio.

## Movimento
La stazione è servita da treni regionali svolti da Trenitalia Tper nell'ambito del contratto di servizio stipulato con la regione Emilia-Romagna.
A novembre 2019, la stazione risultava frequentata da un traffico giornaliero medio di circa 798 persone (431 saliti + 367 discesi).

## Servizi
La stazione è classificata da RFI nella categoria bronze.
La stazione dispone di:
- Biglietteria self-service
- Sala di attesa